# Cranbrook/Canadian Rockies International Airport

i7
i11
i13
Der Canadian Rockies International Airport ist ein Flughafen in der kanadischen Provinz British Columbia. Bei NAV CANADA wird er als Cranbrook/Canadian Rockies International geführt. Er ist 15 km von Cranbrook und 20 km von Kimberley entfernt. Betreiber des Regionalflughafens ist die Stadt Cranbrook.

## Beschreibung
Am Flughafen stehen Kurz- und Langzeitparkplätze zur Verfügung. Der Flughafen befindet sich in der Zeitzone UTC-8 (DST-7).

## Start- und Landebahn
Beim Anflug auf den Flughafen stehen folgende Navigations- und Landehilfen zur Verfügung: NDB, VOR/DME, ILS, PAPI
- Landebahn 34/16, Länge 2438 m, Breite 45 m, Asphalt.[2]

Die Bahn fällt nach Norden ab (nördliches Ende: 3033 ft Elev; südliches Ende: 3084 ft Elev).

## Service
Da der Platz als airport of entry klassifiziert ist und dort Beamte der Canada Border Services Agency (CBSA) stationiert sind, ist hier eine Einreise aus dem Ausland gestattet.
Am Flughafen sind folgende Flugbenzinsorten erhältlich:
- AvGas  (100LL)
- Kerosin (Jet A-1)

## Zwischenfälle
- Am 11. Februar 1978 landeten die Piloten einer Boeing 737-200 der Pacific Western Airlines (Luftfahrzeugkennzeichen C-FPWC) gerade auf dem Cranbrook Airport, als sie feststellen mussten, dass ein Schneepflug ihre Landebahn noch nicht verlassen hatte. Sie aktivierten zunächst die Schubumkehr, leiteten jedoch im nächsten Moment ein Durchstartmanöver ein. Da beim Durchstarten die linke Schubumkehr noch aktiviert war, neigte sich das Flugzeug nach links und stürzte ab. Von den 49 Personen an Bord kamen 42 ums Leben (siehe auch Pacific-Western-Airlines-Flug 314).[4]